# Cano Serrado
Cano Serrado é um filme brasileiro de 2018, dos gêneros thriller policial e neo-western, escrito e dirigido por Erik de Castro. Foi lançado em 2018 no Festival do Rio e na Mostra Internacional de Cinema de São Paulo e comercialmente, em 25 de agosto de 2022, sendo o último filme do ator Rubens Caribé.
Filmado nos arredores de Brasília, foi produzido pela BSB Cinema Produções, com coprodução da Felistoque Filmes e da Globo Filmes.

## Elenco
- Sargento Sebastião (Rubens Caribé)[5]
- Luca (Jonathan Haagensen)[1]
- Manuel (Paulo Miklos)
- Roberta (Naruna Costa)
- Sílvia (Sílvia Lourenço)
- Marcos Sá (Fernando Eiras)
- Rico (Milhem Cortaz)
- Isabel (Mariana Molina)
- Francisca (Cibele Amaral)
- Delegado Raimundo (Cesário Augusto)
- Flavio (Sergio Cavalcante)
- Romão (Rodrigo Brassoloto)